# Уве Зелер
Уве Зелер (Хамбург, 5. новембар 1936 — Нордерштет, 21. јул 2022) био је немачки фудбалер, који је играо на позицији нападача. Године 2004. Пеле га је уврстио међу 125 најбољих живих фудбалера, али је Уве Зелер из принципа одбио да учествује у том пројекту.

## Клупска каријера
Уве Зелер је почео као играч Хамбургера, следећи тако оца Ервина Зелера. Дебитовао је за први тим Хамбургера са само 16 година 1953. године на утакмици против Гетингена. Био је познат по атрактивним головима, као и доброј игри главом упркос висини од само 169 центиметара. У Бундеслиги је постигао 137 голова у 239 мечева , а у европским клупским такмичењима 21 гол у 29 мечева. Са клубом је освојио првенство Немачке 1960. и Куп Немачке 1963. Са 30 голова био је најбољи стрелац прве сезоне Бундеслиге 1963/64, а 3 пута је био проглашаван за најбољег играча Немачке: 1960, 1964 и 1970. Сезоне 1960/61. је заједно са својим братом Дитером, који је такође играо у Хамбургеру, дошао до полуфинала Купа шампиона где је Хамбургер након мајсторице испао од Барселоне. Сезоне 1967/68. је стигао до финала Купа победника купова где је Хамбургер изгубио од Милана.

## Репрезентативна каријера
Зелер је са репрезентацијом Немачке чак 4 пута учествовао на Светском првенству: 1958, 1962, 1966 и 1970. На првенству 1958. Немачка је завршила на 4. месту, 1966. је Немачка дошла до финала где је изгубила од Енглеске након спорног поготка, а 1970. је завршила трећа на првенству, за пласман у финале их је спречила Италија која их је победила у чувеној „Утакмици века”. На првенствима 1966. и 1970. Зелер је био капитен репрезентације. За репрезентацију је укупно одиграо 72 утакмице и постигао 43 гола.

## Трофеји
Хамбургер
- Првенство Немачке: 1959/60
- Куп Немачке: 1962/63

Индивидуални
- Фудбалер године у Немачкој: 1960, 1964, 1970
- Најбољи стрелац Бундеслиге: 1963/64
- Део тима Светског првенства: 1966
- ФИФА 100